# Bokhandlerprisen
Der Bokhandlerprisen (dt.: „Buchhändlerpreis“) ist ein norwegischer Literaturpreis, erstmals 1948 verliehen vom norwegischen Buchhändlerverband Den norske Bokhandlerforening. Die jährliche Vergabe wurde 1949 bis 1960  und von 1970 bis 1980 ausgesetzt, gestaltete sich seit 1981 aber kontinuierlich bis in die Gegenwart.

## Struktur und Geschichte
Abstimmungsberechtigt sind alle buchhändlerisch tätigen Mitarbeiter der Mitgliedsunternehmen. Gewählt wird das Buch des Jahres, das obligatorisch von einem norwegischen Schriftsteller stammen muss.
Bis 1980 war die Auszeichnung vornehmlich als Takk for boken-prisen („Danke für das Buch-Preis“) bekannt. Seit 1998 ermöglichte eine Regeländerung, dass Schriftsteller, die zuvor den Preis schon einmal bekommen hatten, erneut berücksichtigt werden konnten. Ab 2008 veröffentlichte man zugunsten eines spannenderen Marketings eine Shortlist der zehn Nominierten. Kinder- und Jugendbücher werden gleichberechtigt zu Belletristik und Sachbüchern in den Preis-Auswahlprozess einbezogen.
Der Gewinner des Bokhandlerprisen wird seit vielen Jahren üblicherweise Mitte November im Literaturhuset Oslo geehrt. Bei der feierlichen Überreichung des Preises bekommen die Gewinner eine Bronzestatue namens Takk for boken, geschaffen vom bekannten Bildhauer Nils Aas. Ansonsten ist die Auszeichnung undotiert, gilt aber dennoch als renommiert.

## Preisträger

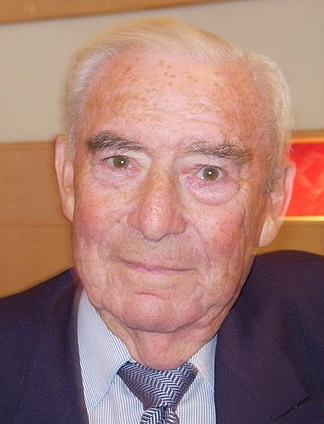
Jo Benkow
gewann 1985

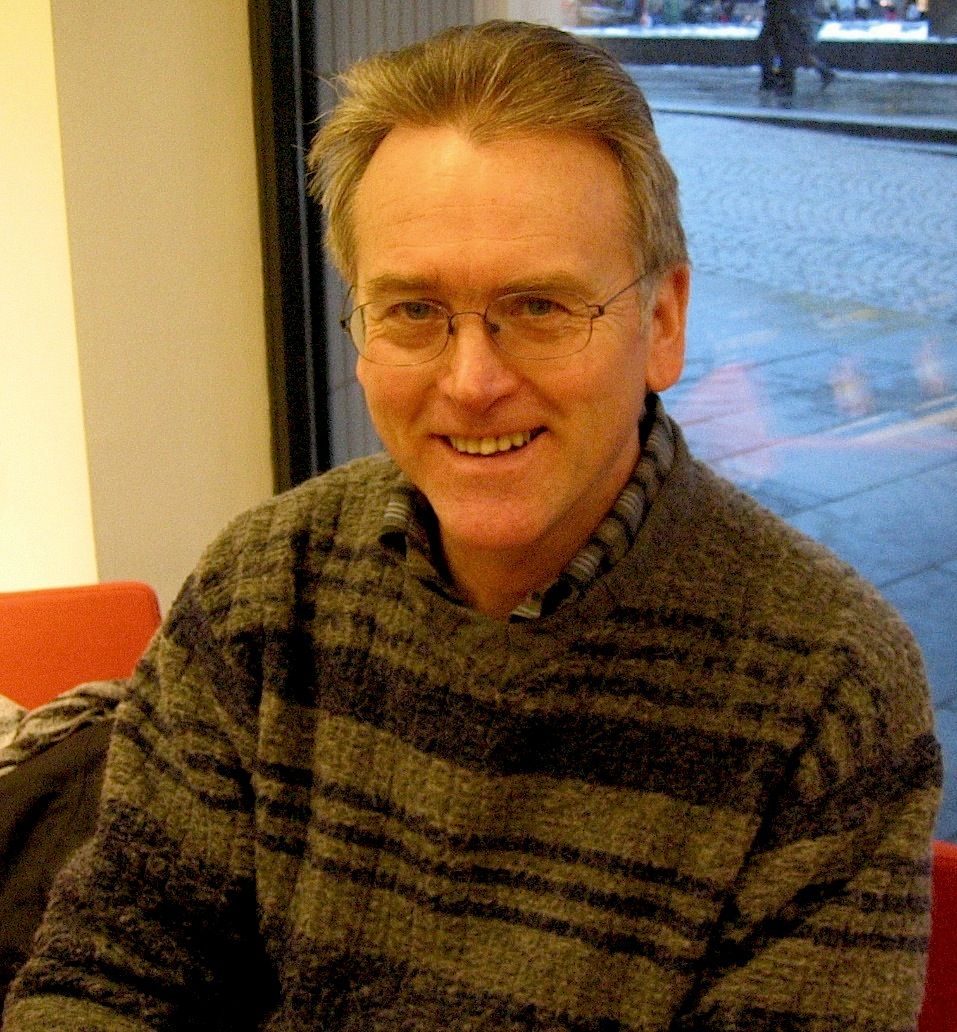
Gunnar Staalesen
gewann 1989

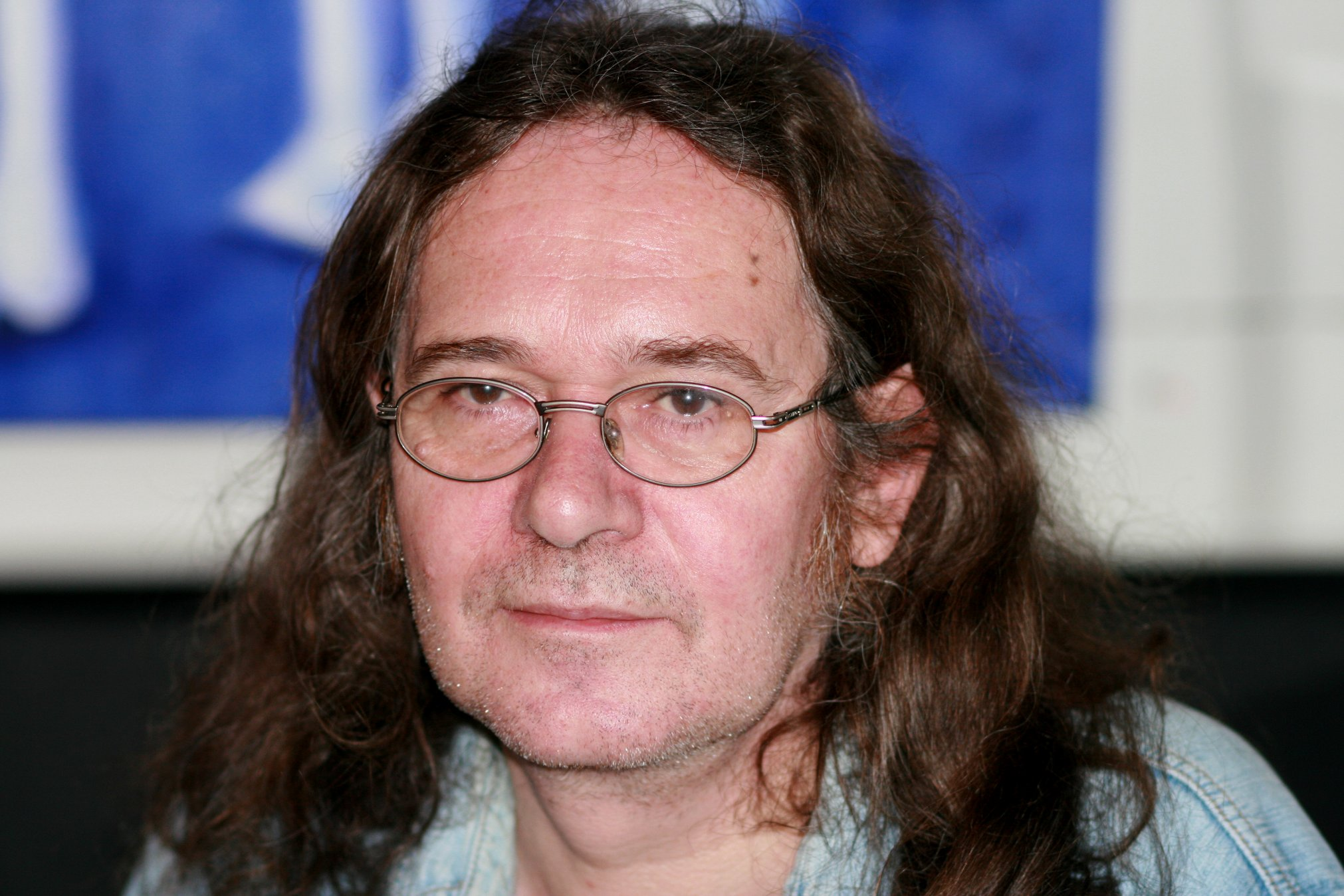
Ingvar Ambjørnsen
gewann 1996

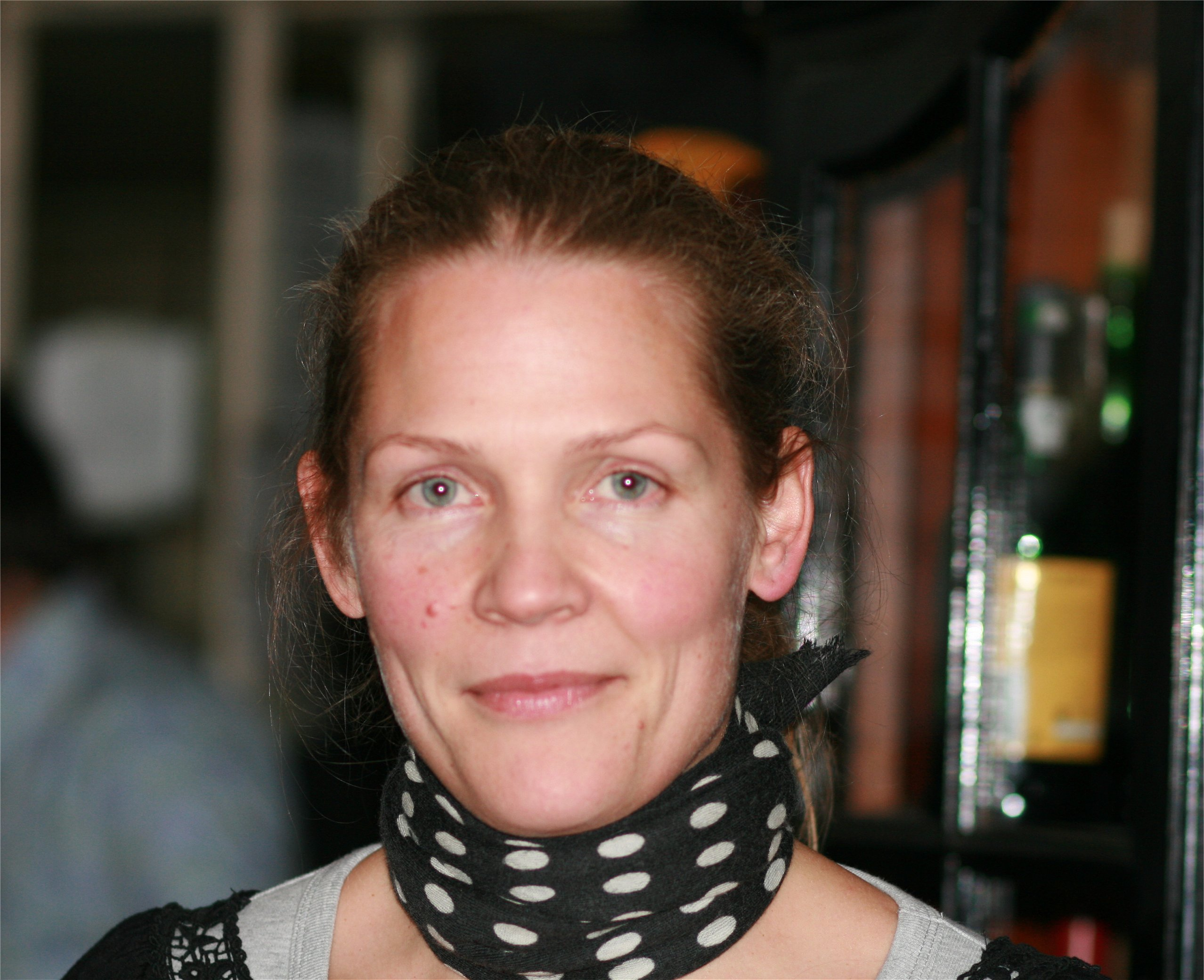
Åsne Seierstad
gewann 2002

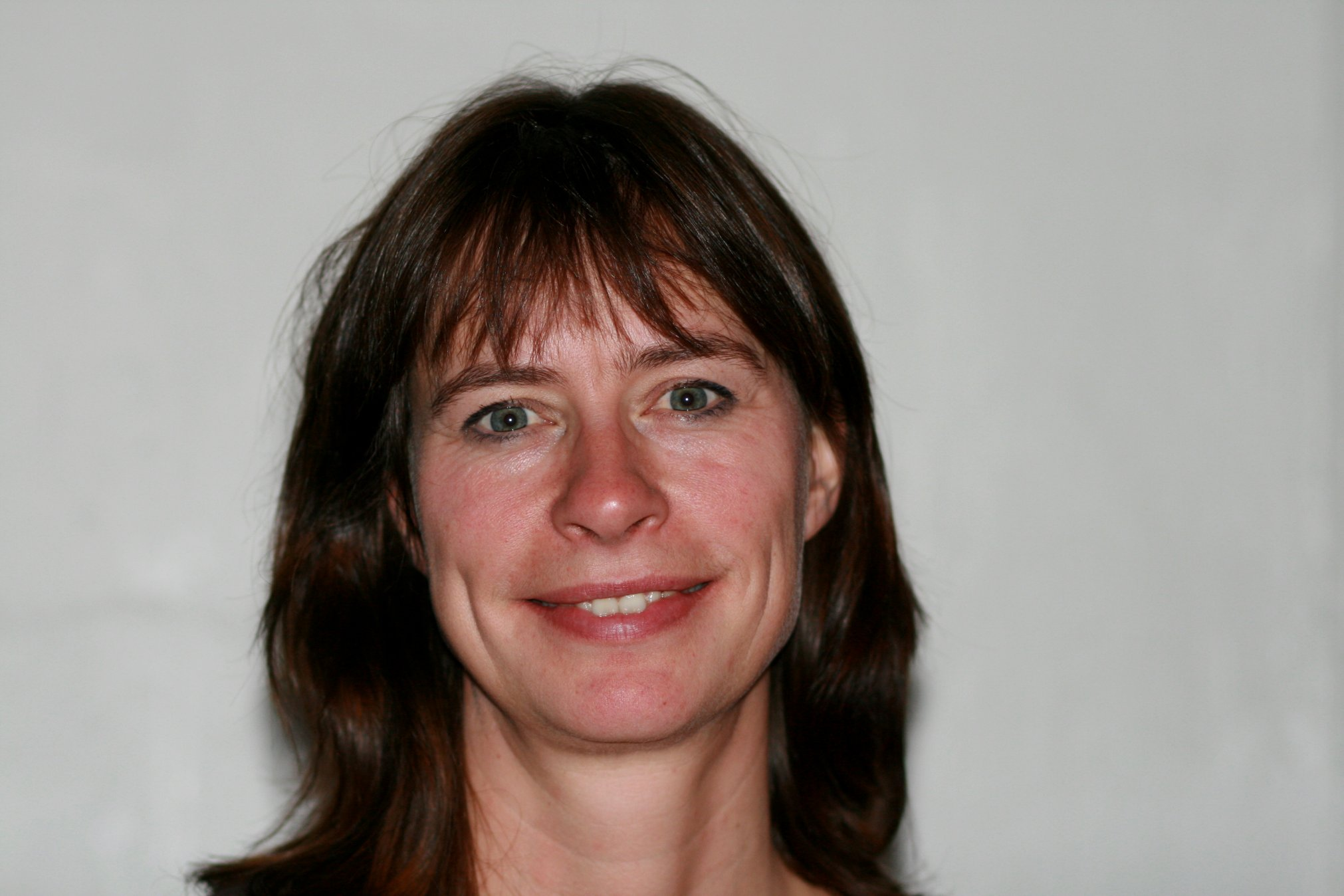
Cecilie Enger
gewann 2013

- 1948 – Sigurd Hoel für Møte ved milepelen

- 1961 – Kristian Kristiansen für Jomfru Lide
- 1962 – Vera Henriksen für Sølvhammeren
- 1963 – Terje Stigen für Kjærlighet
- 1964 – Elisabeth Dored für Den fønikiske trappen
- 1965 – Johan Borgen für Blåtind
- 1966 – Ebba Haslund für Det trange hjerte
- 1967 – Kristian Kristiansen für Klokken på kalvskinnet und Tarjei Vesaas für Bruene
- 1968 – Odd Eidem für Zikzak und Hans Heiberg für … født til kunstner
- 1969 – Finn Alnæs für Gemini und Richard Herrmann für Paradisveien: En gate i London

- 1981 – Leif B. Lillegaard für Mor
- 1982 – Anne Karin Elstad für Senere, Lena
- 1983 – Herbjørg Wassmo für Det stumme rommet
- 1984 – Torill Thorstad Hauger für Krestiane Kristiania
- 1985 – Jo Benkow für Fra synagogen til Løvebakken
- 1986 – Anne-Cath. Vestly für Mormor og de åtte ungene
- 1987 – Fredrik Skagen für Purpurhjertene
- 1988 – Bjørg Vik für Store nøkler, små rom
- 1989 – Gunnar Staalesen für Falne engler
- 1990 – Lars Saabye Christensen für Bly
- 1991 – Roy Jacobsen für Seierherrene
- 1992 – Karsten Alnæs für Trollbyen
- 1993 – Jostein Gaarder für I et speil, i en gåte
- 1994 – Klaus Hagerup für Markus og Diana og lyset fra Sirius
- 1995 – Anne Holt für Demonens død
- 1996 – Ingvar Ambjørnsen für Brødre i blodet
- 1997 – Karin Fossum für Den som frykter ulven
- 1998 – Erik Fosnes Hansen für Beretninger om beskyttelse
- 1999 – Erlend Loe für L
- 2000 – Jo Nesbø für Rødstrupe
- 2001 – Lars Saabye Christensen für Halvbroren
- 2002 – Åsne Seierstad für Bokhandleren i Kabul
- 2003 – Per Petterson für Ut og stjæle hester
- 2004 – Levi Henriksen für Snø vil falle over snø som har falt
- 2005 – Anne B. Ragde für Eremittkrepsene
- 2006 – Erik Fosnes Hansen für Løvekvinnen[2]
- 2007 – Jo Nesbø für Snømannen
- 2008 – Tore Renberg für Charlotte Isabel Hansen
- 2009 – Roy Jacobsen für Vidunderbarn
- 2010 – Jan-Erik Fjell für Tysteren
- 2011 – Jørn Lier Horst für Vinterstengt[3]
- 2012 – Per Petterson für Jeg nekter[4]
- 2013 – Cecilie Enger für Mors gaver
- 2014 – Lars Mytting für Svøm med dem som drukner[5]
- 2015 – Maja Lunde für Bienes historie
- 2016 – Vigdis Hjorth für Arv og Miljø[6]
- 2017 – Helga Flatland für En moderne familie[7]
- 2018 – Simon Stranger für Leksikon om lys og mørke[8]
- 2019 – Lisa Aisato für Livet – illustrert
- 2020 – Tore Renberg für Tollak til Ingeborg
- 2021 – Abid Raja für Min skyld – En historie om frigjøring[9]
- 2022 – Zeshan Shakar für De kaller meg ulven[10]
- 2023 – Oliver Lovrenski für Da vi var yngre
- 2024 – Erika Fatland für Sjøfareren – en reise gjennom Portugals tapte imperium[11]

## Belege
1. ↑  Bokhandlerprisen. Bokhandlerforeningen, abgerufen am 13. November 2023.
2. ↑  Trond Giske ga Bokhandlerprisen til Erik Fosnes Hansen, Dagbladet.no, 21. November 2006 (norwegisch)
3. ↑  Jørn Lier Horst stakk av med Bokhandlerprisen, Dagbladet 29. November 2012, abgerufen am 28. August 2019 (norwegisch)
4. ↑  Bokhandlerprisen til Per Petterson, Aftenposten vom 20. November 2012, abgerufen am 28. August 2019 (norwegisch)
5. ↑  VG Lars Mytting vant årets bokhandlerpris 25. November 2014 (norwegisch)
6. ↑  Se utdelingen av Bokhandlerprisen direkte, NRK vom 15. November 2016, abgerufen am 28. August 2019 (norwegisch)
7. ↑  «Bokhandlerprisen til Helga Flatland», VG 23. November 2017, abgerufen am 28. August 2019 (norwegisch)
8. ↑  Simon Stranger får Bokhandlerprisen i 2018, NRK vom 21. November 2018, abgerufen am 28. August 2019 (norwegisch)
9. ↑  Camilla Norli: Bokhandlerne: Abid Raja har skrevet årets beste bok. In: Verdens Gang. 23. November 2021, abgerufen am 23. November 2021 (norwegisch (Bokmål)).
10. ↑  Siamak Nematpoor, Zahra Katrine Arnesen: Zeshan Shakar får Bokhandlerprisen 2022. In: NRK. 22. November 2022, abgerufen am 22. November 2022 (norwegisch).
11. ↑  Bokhandlerprisen til Erika Fatlands «Sjøfareren». In: nrk.no. NRK, 12. November 2024, abgerufen am 12. November 2024.